# Lista de membros da Royal Society eleitos em 1909
Esta é uma lista de Membro da Royal Society eleitos em 1909.

## Fellows
1. Hugo Kronecker (1839 -1914)
2. Alfred John Jukes-Browne (1851 -1914)
3. John Alexander McClelland (1870 -1920)
4. William James Lewis (1847 -1926)
5. James Lorrain Smith (1862 -1931)
6. Santiago Ramón y Cajal (1852 -1934)
7. Francis Arthur Bather (1863 -1934)
8. William McFadden Orr (1866 -1934)
9. Alfred Barton Rendle (1865 -1938)
10. George Ellery Hale (1868 -1938)
11. Sir Robert Hadfield (1858 -1940)
12. Sir Arthur Harden (1865 -1940)
13. Charles Émile Picard (1856 -1941)
14. Sir Alfred Daniel Hall (1864 -1942)
15. Sir Thomas Barlow (1845 -1945)
16. James Thomas Wilson (1861 -1945)
17. Edward Charles Cyril Baly (1871 -1948)
18. Ernest Barnes (1874 -1953)
19. Sir John Graham Kerr (1869 -1957)